# Paleis van Karel V

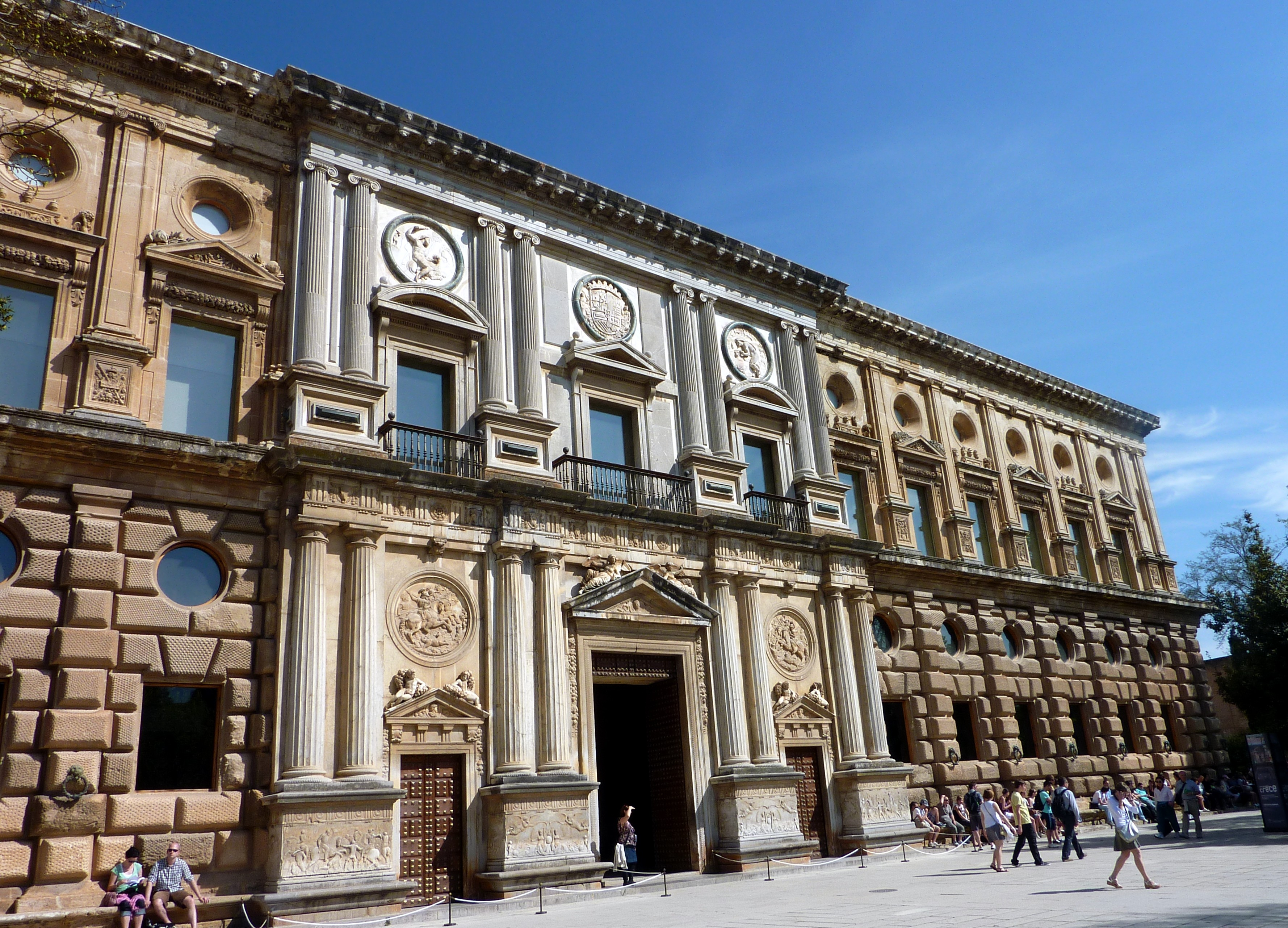
Het paleis van Karel V

Het Paleis van Karel V (Spaans: Palacio de Carlos V) staat in de Spaanse stad Granada. Het is gelegen boven op de heuvel Assabica, binnen in de Nasrid-fortificatie van het Alhambra.
Keizer Karel V huwde in 1526 in Sevilla met Isabella van Portugal. Zij brachten hun wittebroodsweken door in de Nasrid-paleizen van het Alhambra van Granada. De keizer vatte toen het plan op om zich hier te vestigen en gaf architect Pedro Machuca opdracht om een paleis voor hem te bouwen.
De schaal, stijl en gebruikte materialen staan in scherp contrast met het Nasrid-complex. De architect koos voor een paleis dat aansloot bij de toen gebruikelijke bouwstijl in Europa. Hij was opgeleid in Italië en liet een majestueus gebouw van twee verdiepingen in Renaissancestijl optrekken, gebaseerd op een vierkantig grondplan met zijden van 63 m en een cirkelvormige patio (30 m diameter) voorzien van Ionische en Dorische zuilen. Het werk werd gedeeltelijk gefinancierd door moslims die zich bekeerden tot het christelijk geloof en zo hun verblijf in Granada veilig stelden. De bouwactiviteiten startten in 1527.
Een van de toegangspoorten is voorzien van een reliëf dat herinnert aan de overwinning van Karel V op de Franse koning Frans I. Op de tweede verdieping is anno 2011 het Museo de Bellas Artes de Granada ondergebracht.

## Galerij

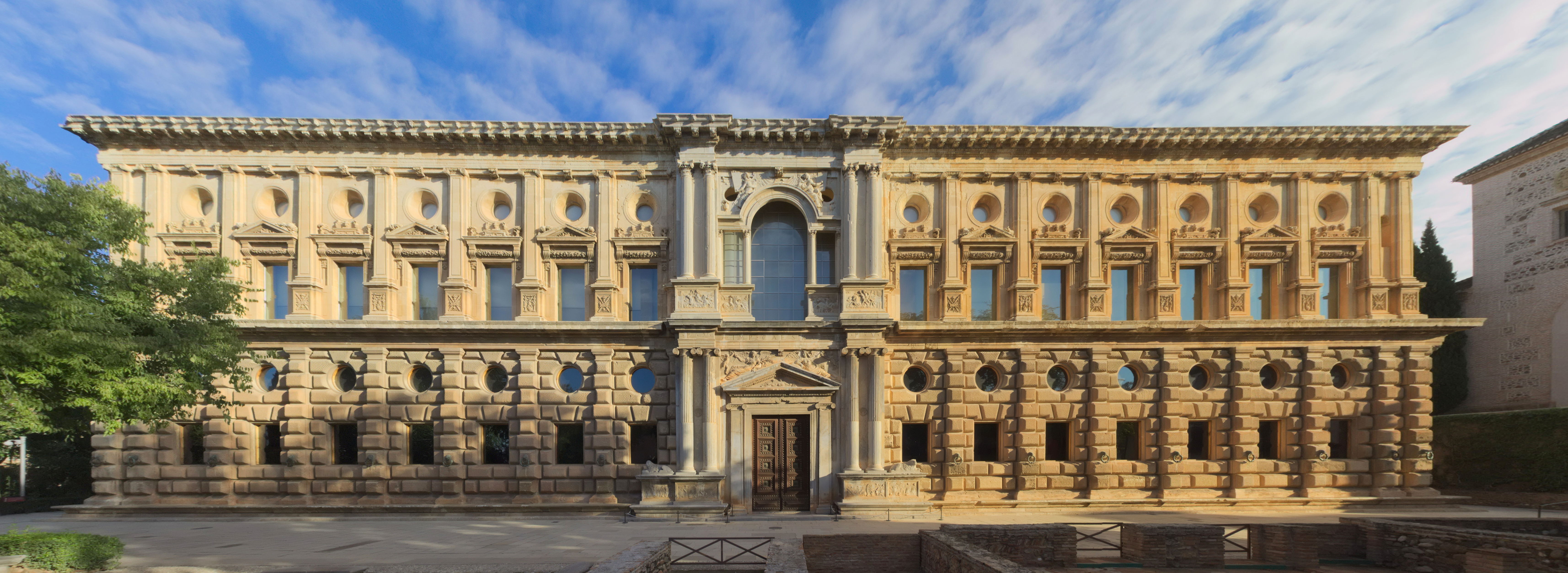
Zuidelijke façade van het paleis
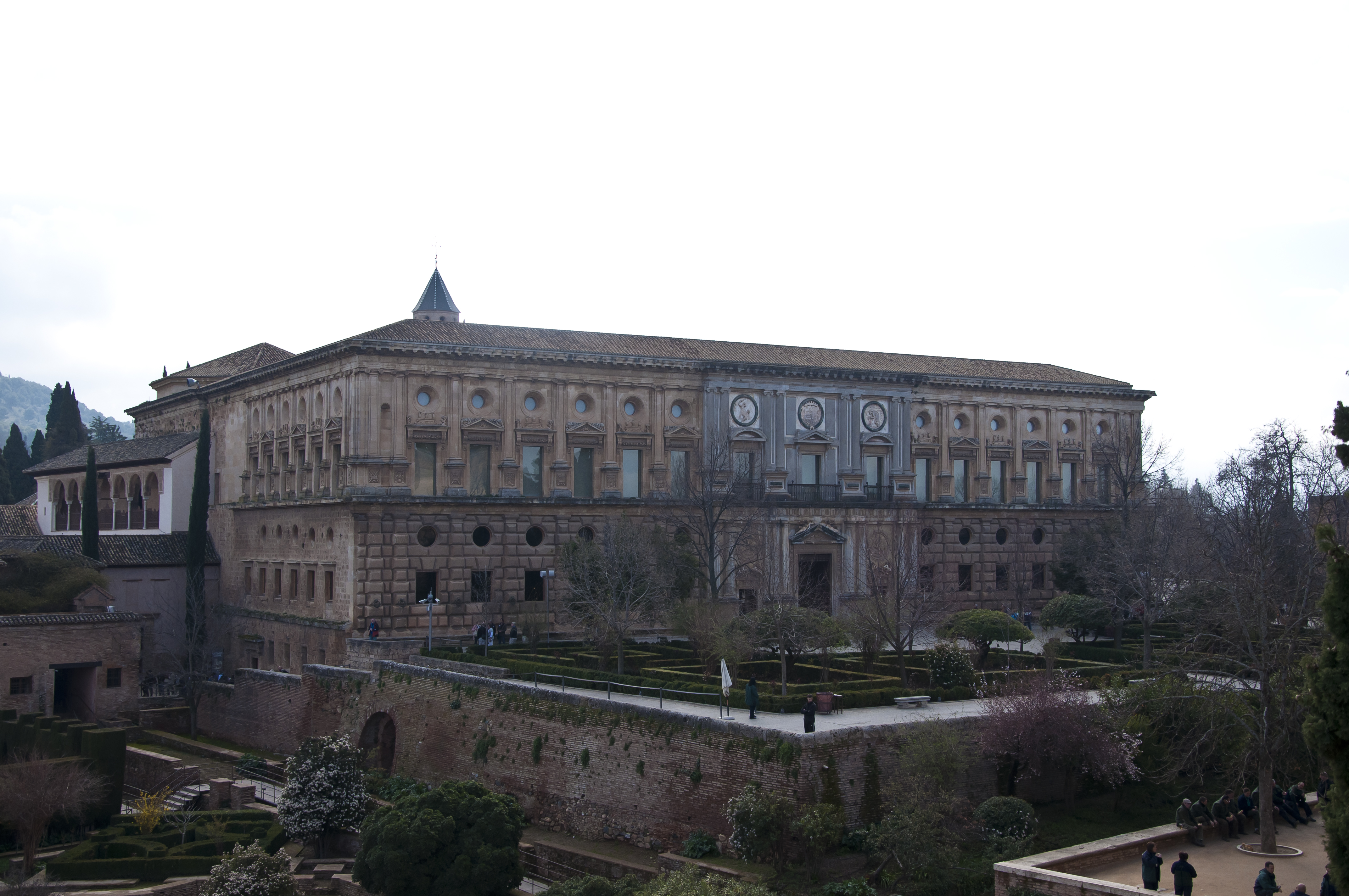
Westelijke façade van het paleis
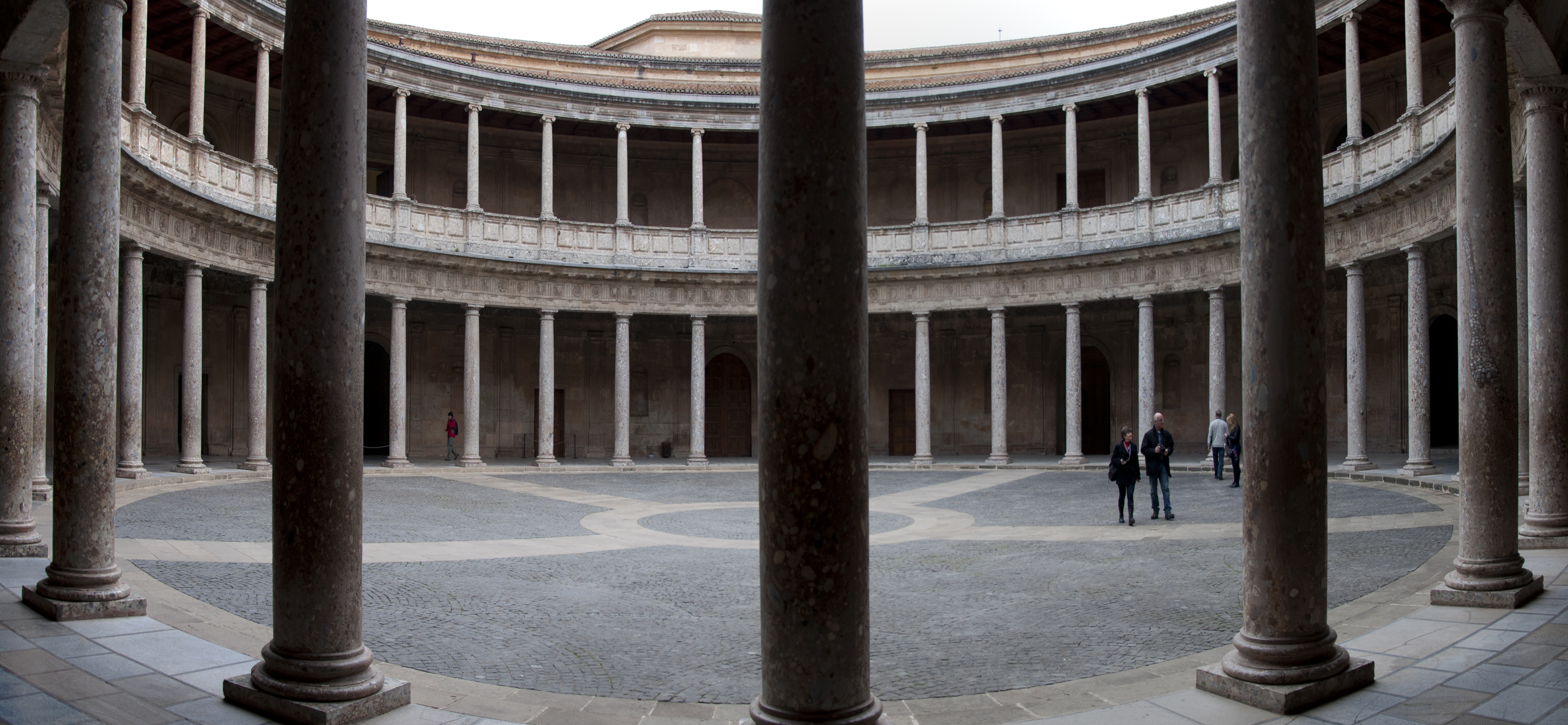
De patio
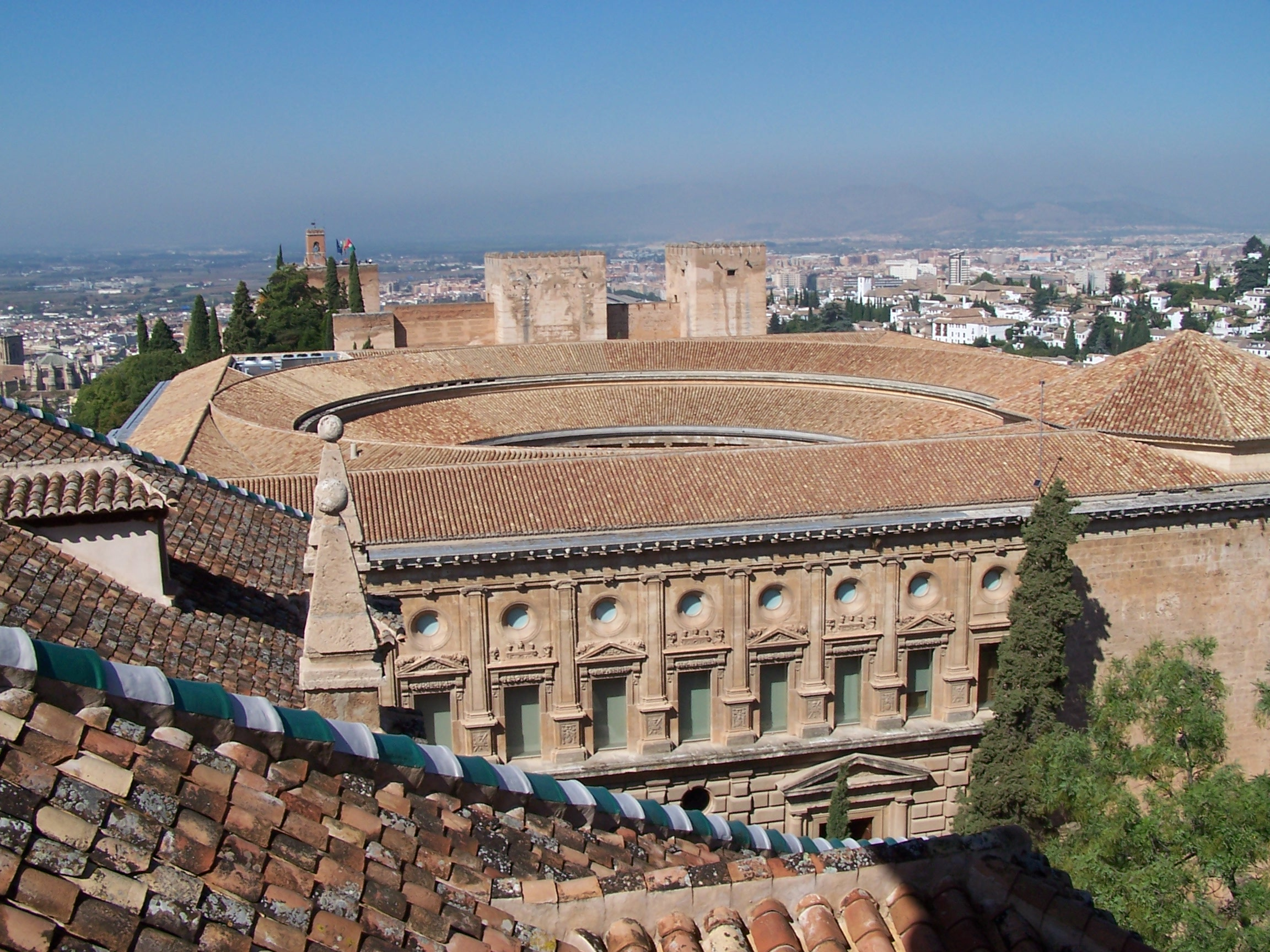
Van boven gezien
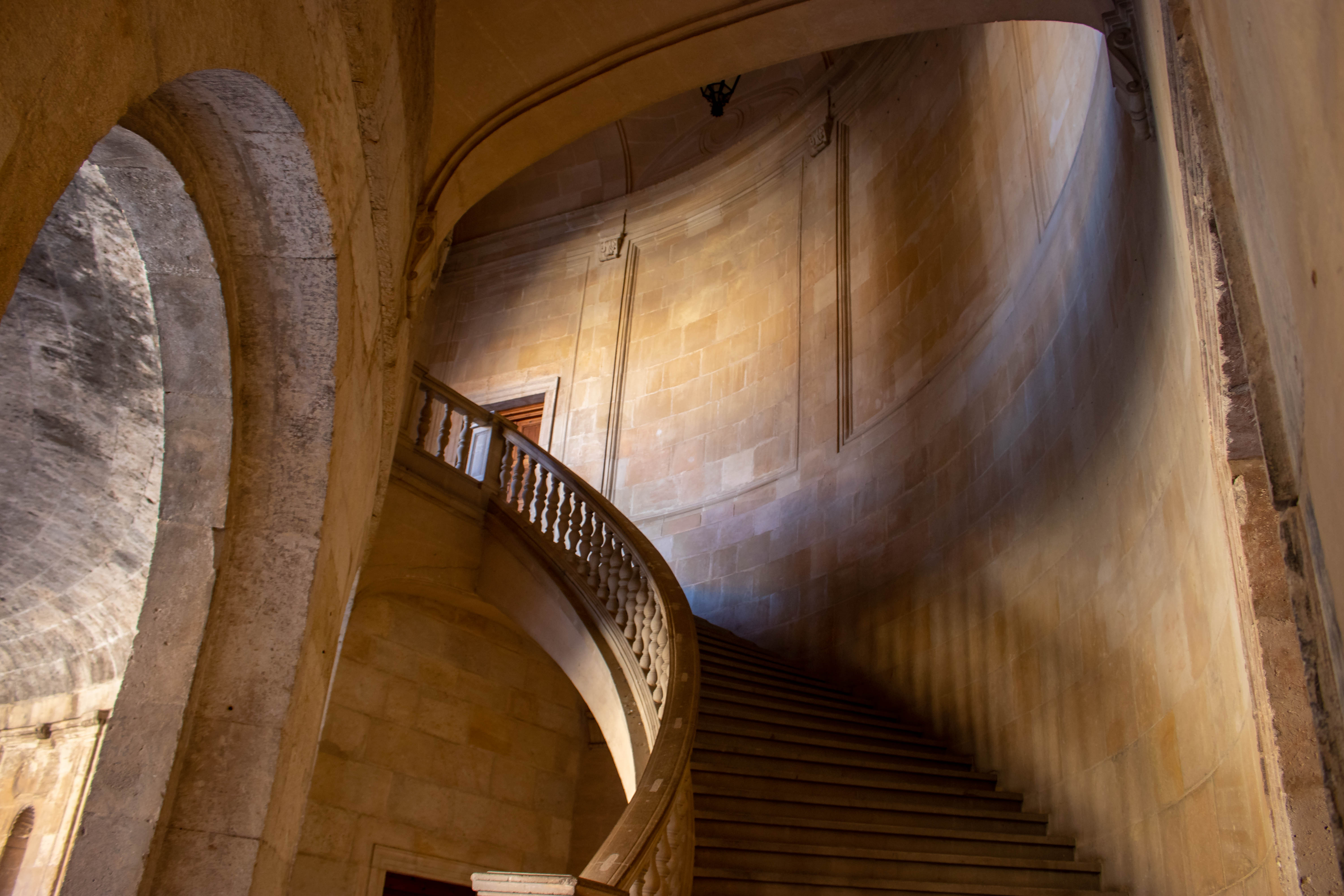
De trappen
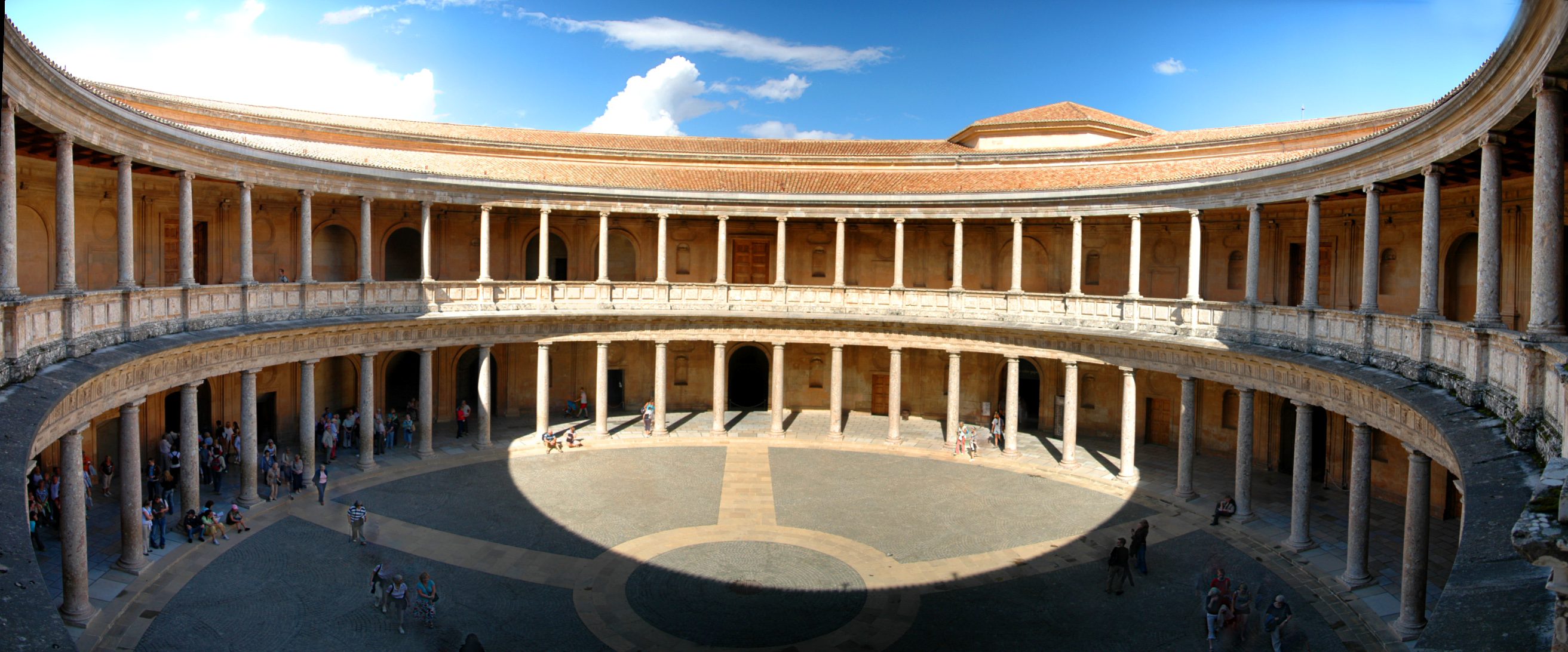
De patio
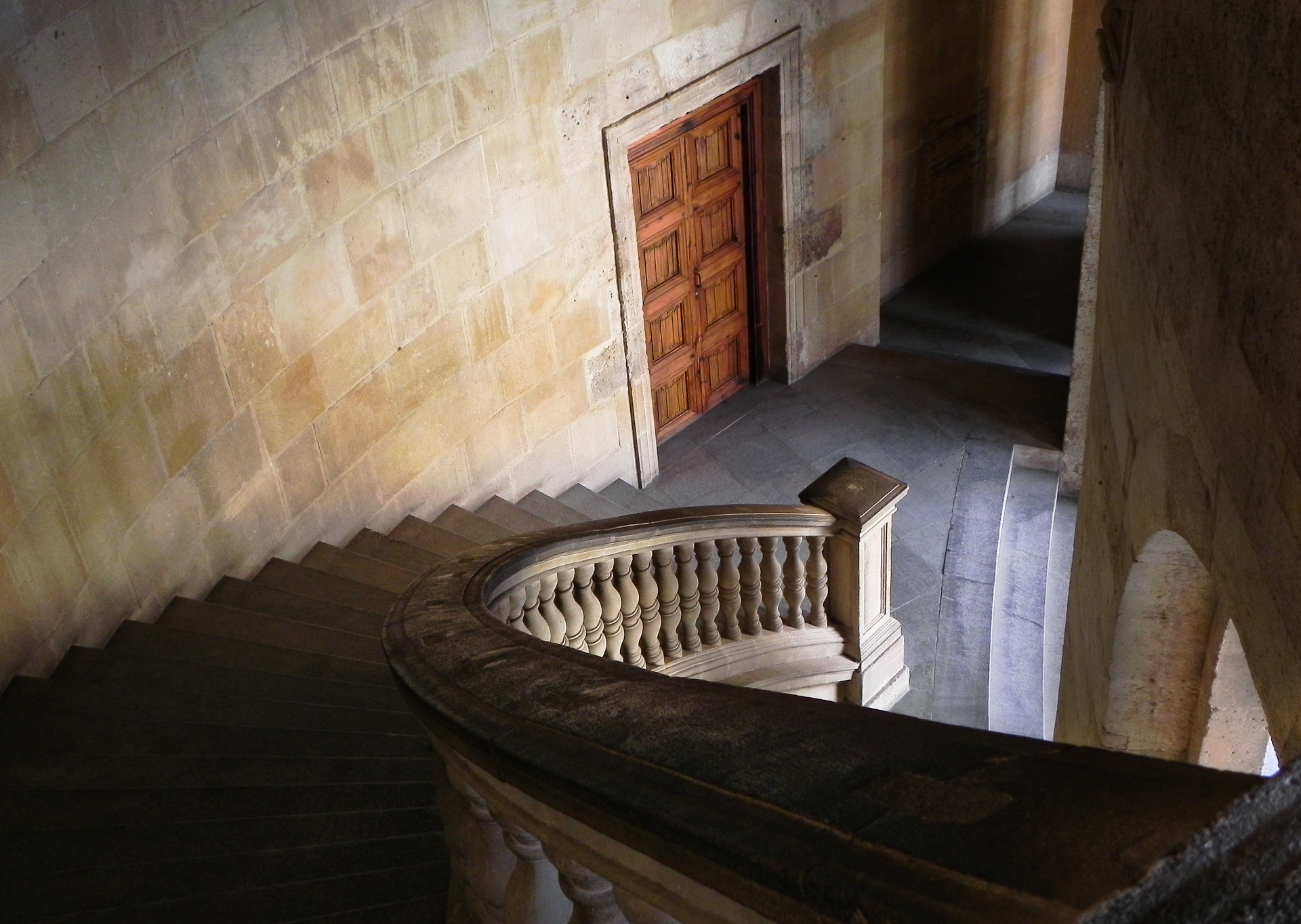
De trappen
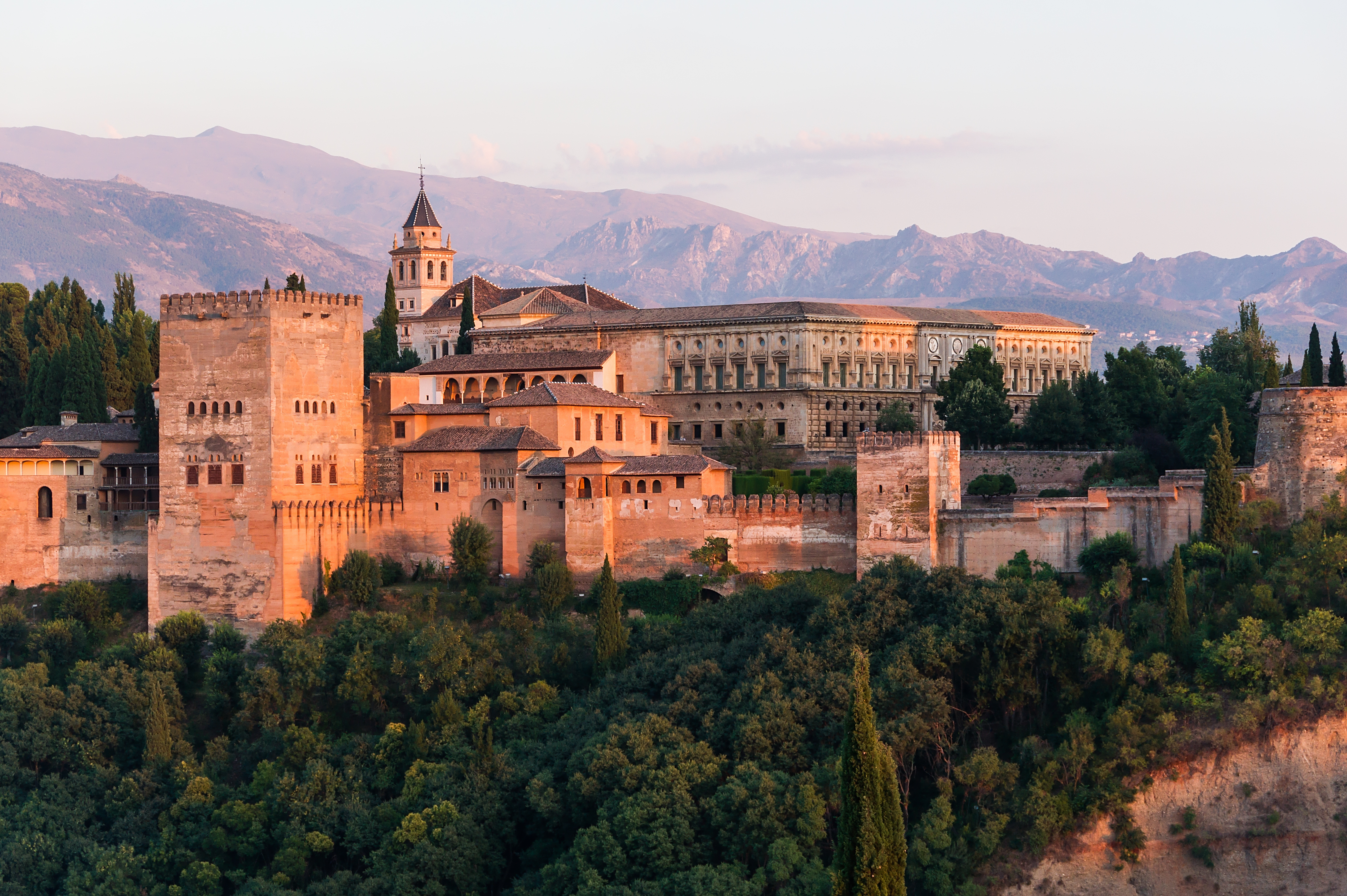
Het paleis bij het licht van zonsondergang